# Dreizack
Der Dreizack (altgriechisch Thrinakíe, lateinisch fuscina tridens, englisch trident) ist eine altertümliche Stichwaffe, die zum Angriff und zur Verteidigung dient. Der Dreizack wird auch als Jagdwaffe eingesetzt.

## Beschreibung
Meist besteht der Dreizack aus einer gabelförmigen Spitze mit drei Schneiden (Waffe) oder scharfen Widerhaken (Jagdwaffe) unterschiedlicher Länge. Der Dreizack selbst ist mit Hilfe einer Tülle an einem hölzernen Stab befestigt. Bei einigen Versionen ist dieser Stab auch gebogen.

## Geschichte
Funde steinzeitlicher Dreizacke aus Holz wurden 2009 in England gemacht.
Der Dreizack war im Römischen Reich die Waffe des Retiariers (Netzkämpfer), eines speziellen Gladiators. Der Dreizack besteht aus einem Schaft, der vorn in drei mächtige, gerade, oft mit Widerhaken versehene Zinken ausläuft. In den ersten Gladiatorenkämpfen im Jahre 264 v. Chr. wurde der Dreizack (fuscina tridens) als Waffe der Gladiatorenklasse „Retiarius“ verwendet (Wahlweise konnte auch ein Kurzschwert als Waffe ausgesucht werden). Als zweite Waffe benutzte der Retiarius ein Fangnetz (reticulum). Im 17. Jahrhundert wurde der Dreizack als Kriegssichel (siehe Kriegssense) beschrieben. Teilweise wurden auch Kriegsgabeln mit drei Zinken geführt. Auch in anderen Kulturen, wie zum Beispiel in Myanmar, Indonesien, Indien, Korea und Iran, wurde der Dreizack als Waffe benutzt.

## Mythologie
Der Dreizack ist in der griechischen Mythologie das Zepter und die Waffe des Meeresgottes Poseidon (auch des Triton). Poseidon wird in der römischen Welt Neptun genannt. Im Hinduismus ist der Dreizack (trishula) ein Attribut des Hauptgottes Shiva, auch von einigen indischen Göttinnen wie Durga oder Mariyamman wird er getragen.
In der christlichen Ikonographie ist der Dreizack ein Attribut des Teufels, der ihn als Waffe in der Hand hält.

## Fischfang und Jagd
Im Volk der Eskimos wird der Dreizack auch heute noch als Jagdwaffe zum Fischen benutzt. Die Aalgabel ist ein historischer Dreizack, der in Europa zum Fischfang eingesetzt wurde. Schwammtaucher im Mittelmeerraum benutzten ebenfalls einen Dreizack. Moderne Harpunen, die beim Tauchen zum Fischfang eingesetzt werden, haben oft einen Dreizack aus Stahl. Die ursprünglichen Materialien sind Horn, Elfenbein oder Knochen. Nur im Fischfang oder bei der Jagd sind Widerhaken sinnvoll, da die Beute damit festgehalten wird. Im Nahkampf ist dies eher ein unerwünschter Effekt. In der europäischen Jagd ist er heutzutage verschwunden, wurde aber früher z. B. bei der Jagd auf Fischotter verwendet.

## Abbildungen

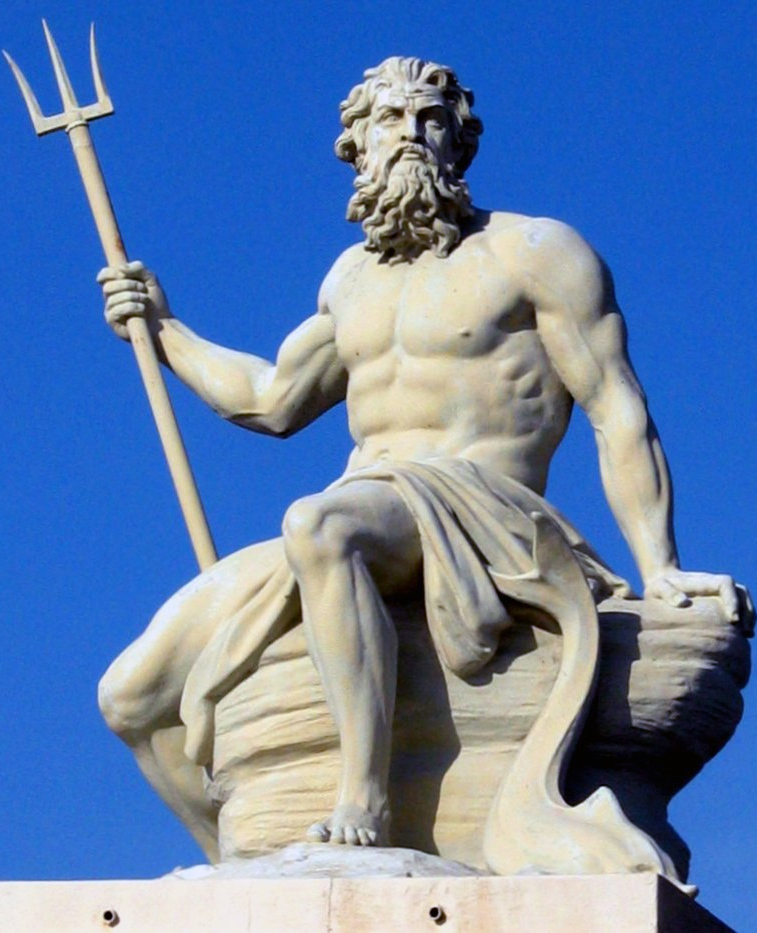
Poseidon mit Dreizack
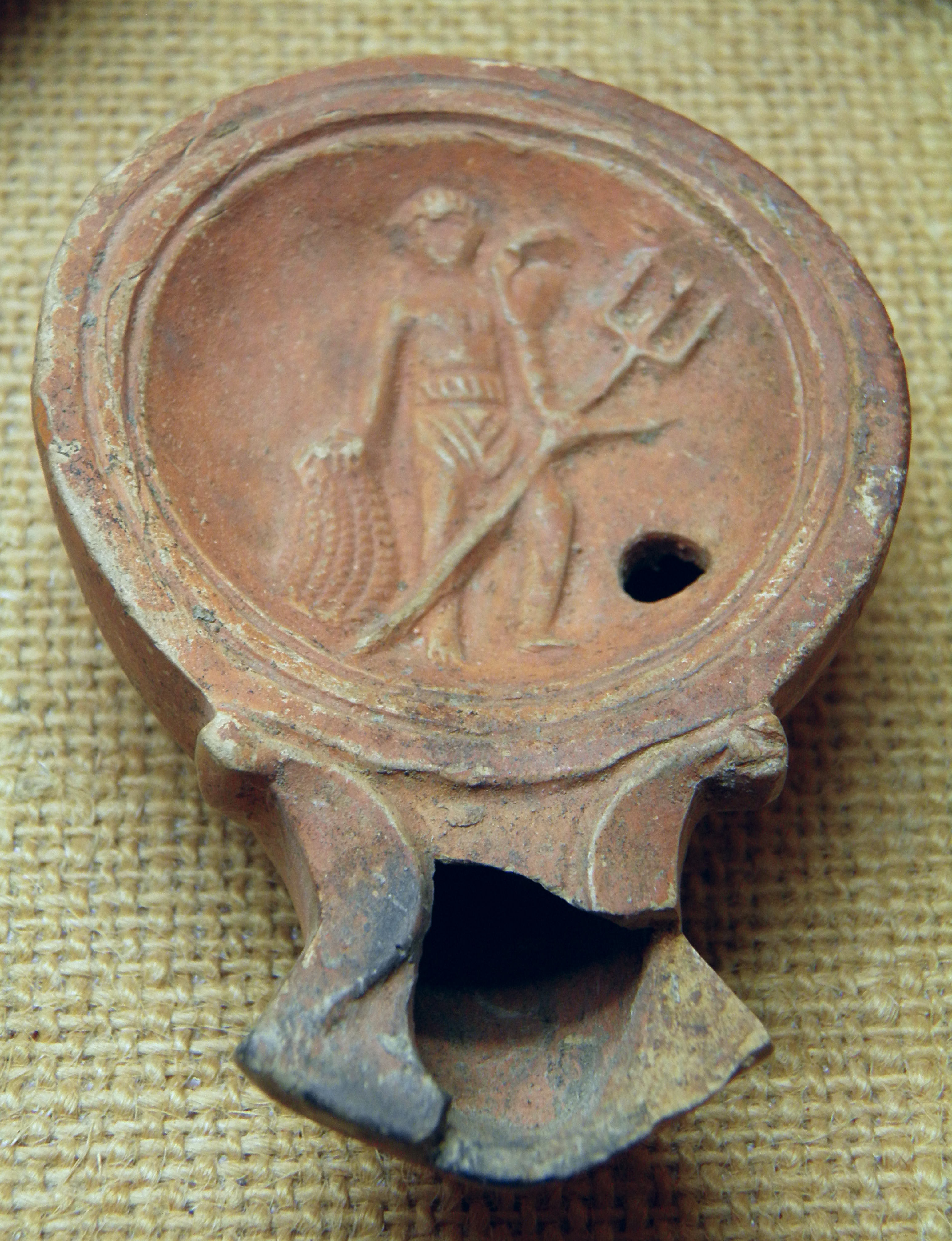
Retiarius mit Dreizack und Netz
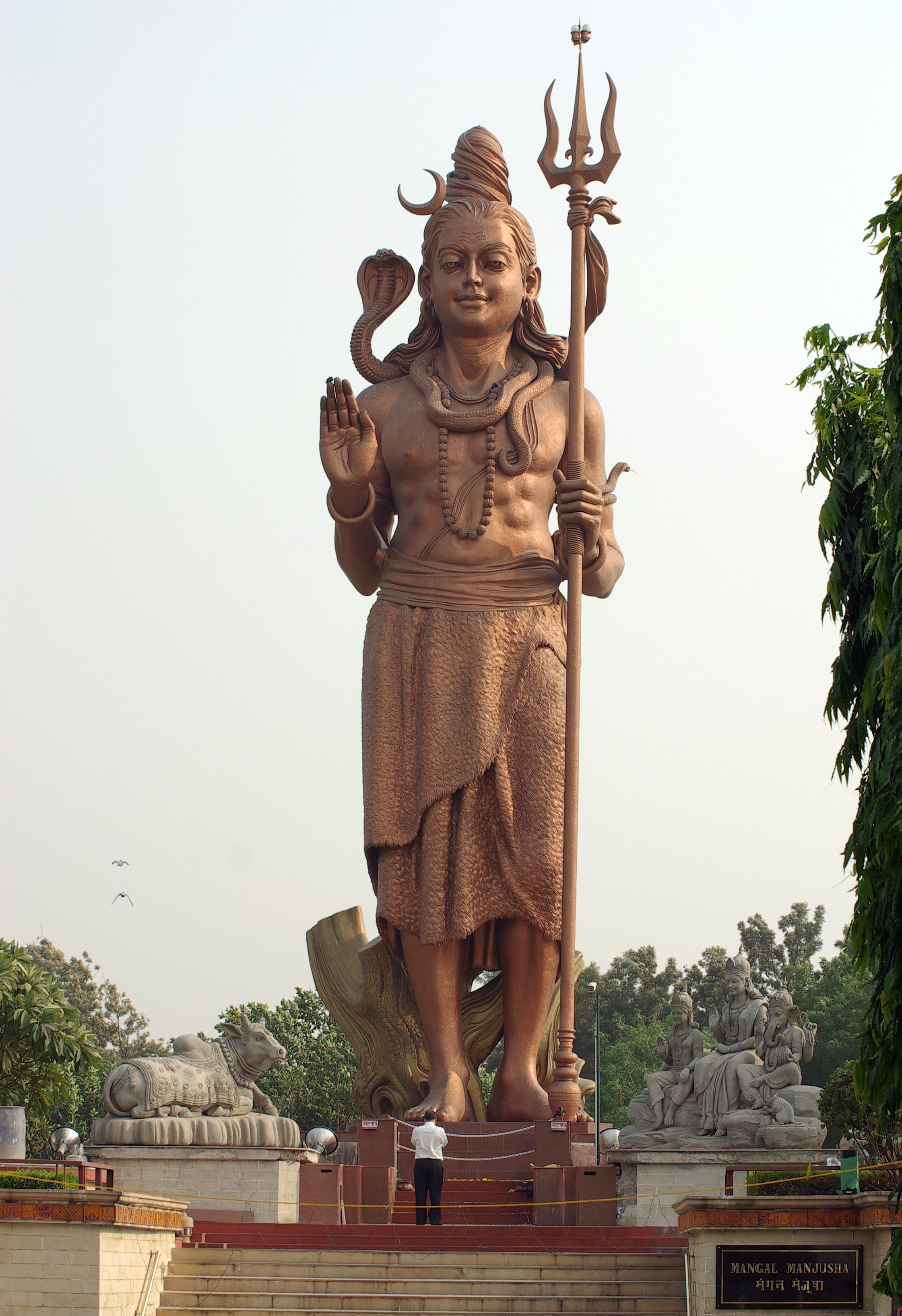
Hinduistischer Gott Shiva mit seiner trishula
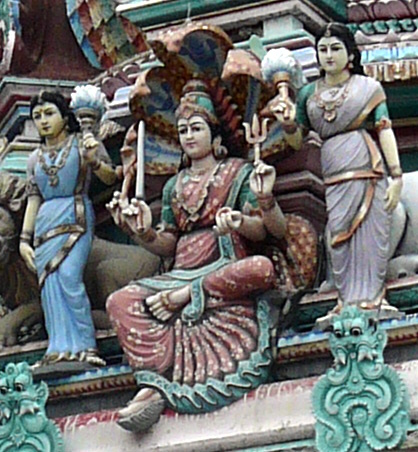
Hinduistische Göttin Mariyamman mit trishula
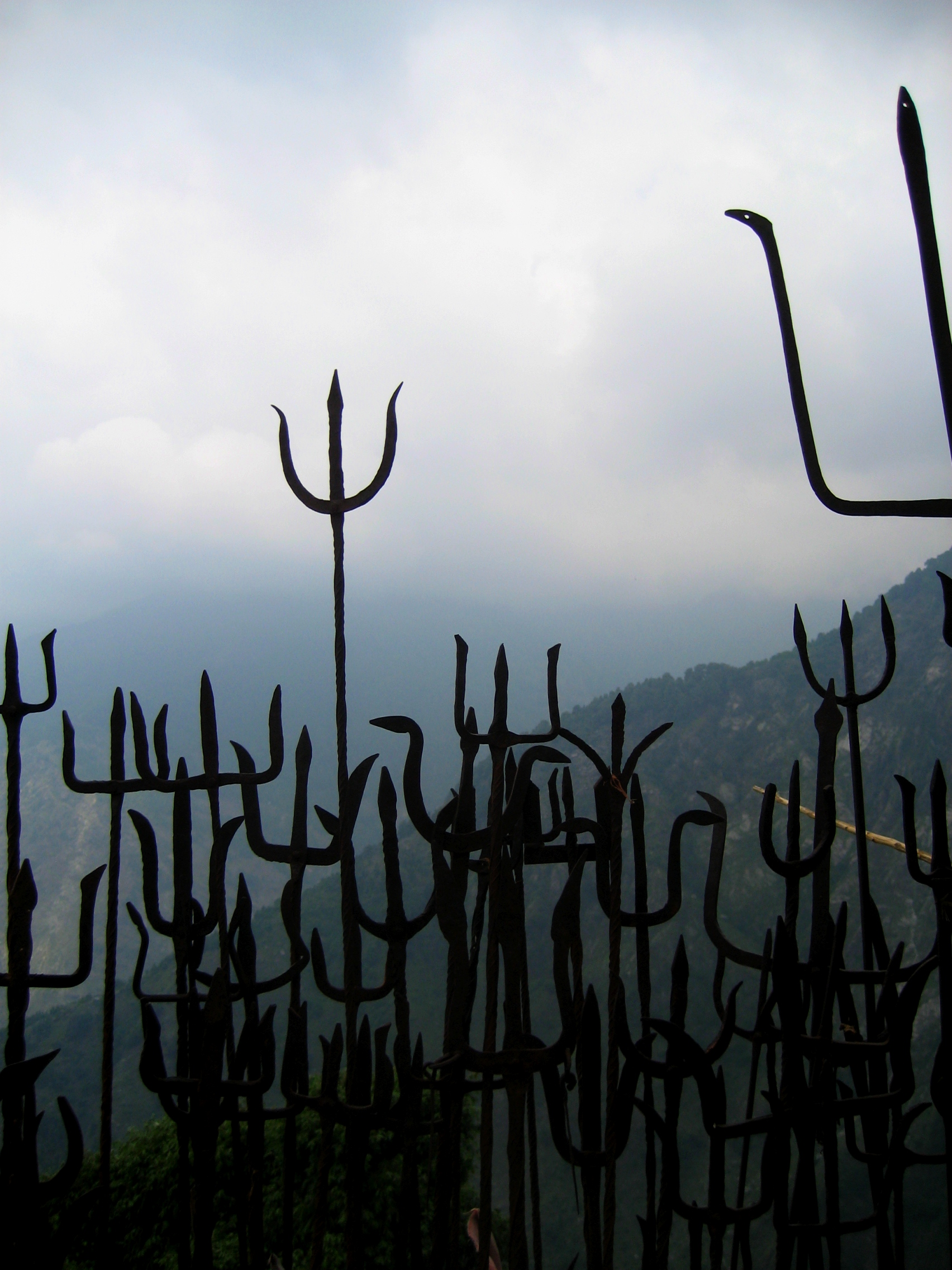
Trishula in Indien als Opfergabe
Trishula als buddhistisches Symbol
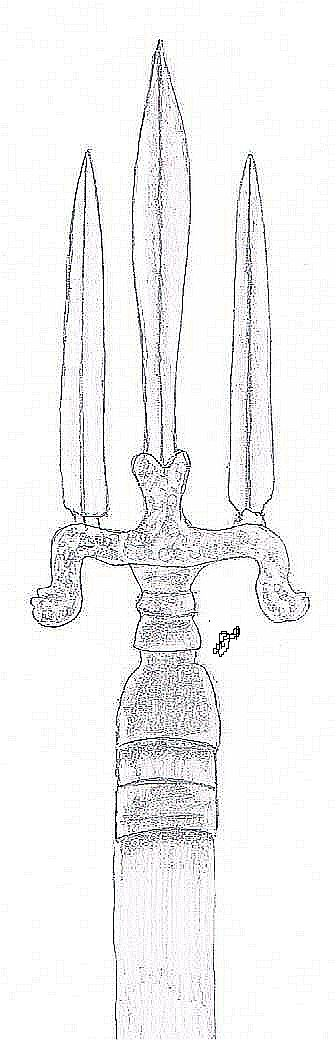
Indonesischer trishula
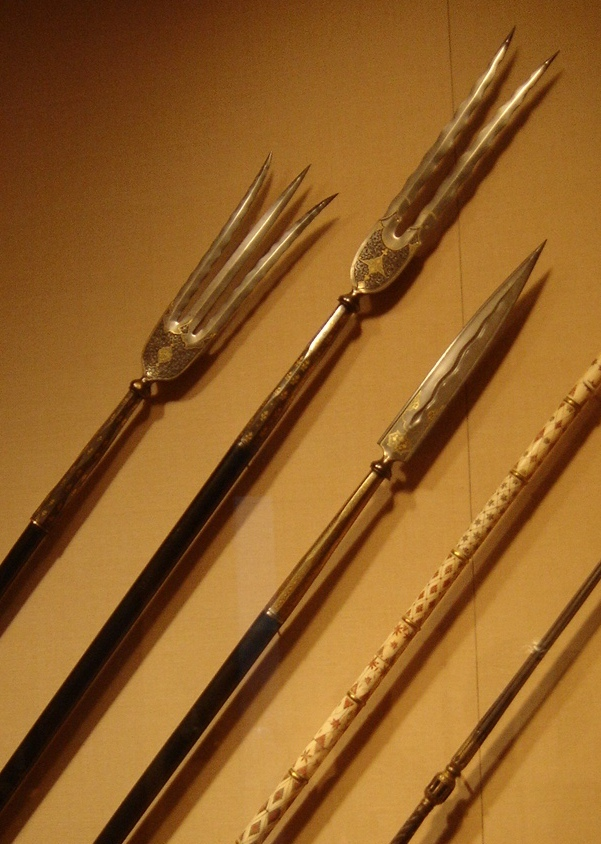
Iranische Dreizack-Waffe (19. Jh.)
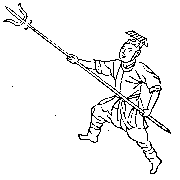
Koreanischer Krieger mit Dreizack (um 1790)
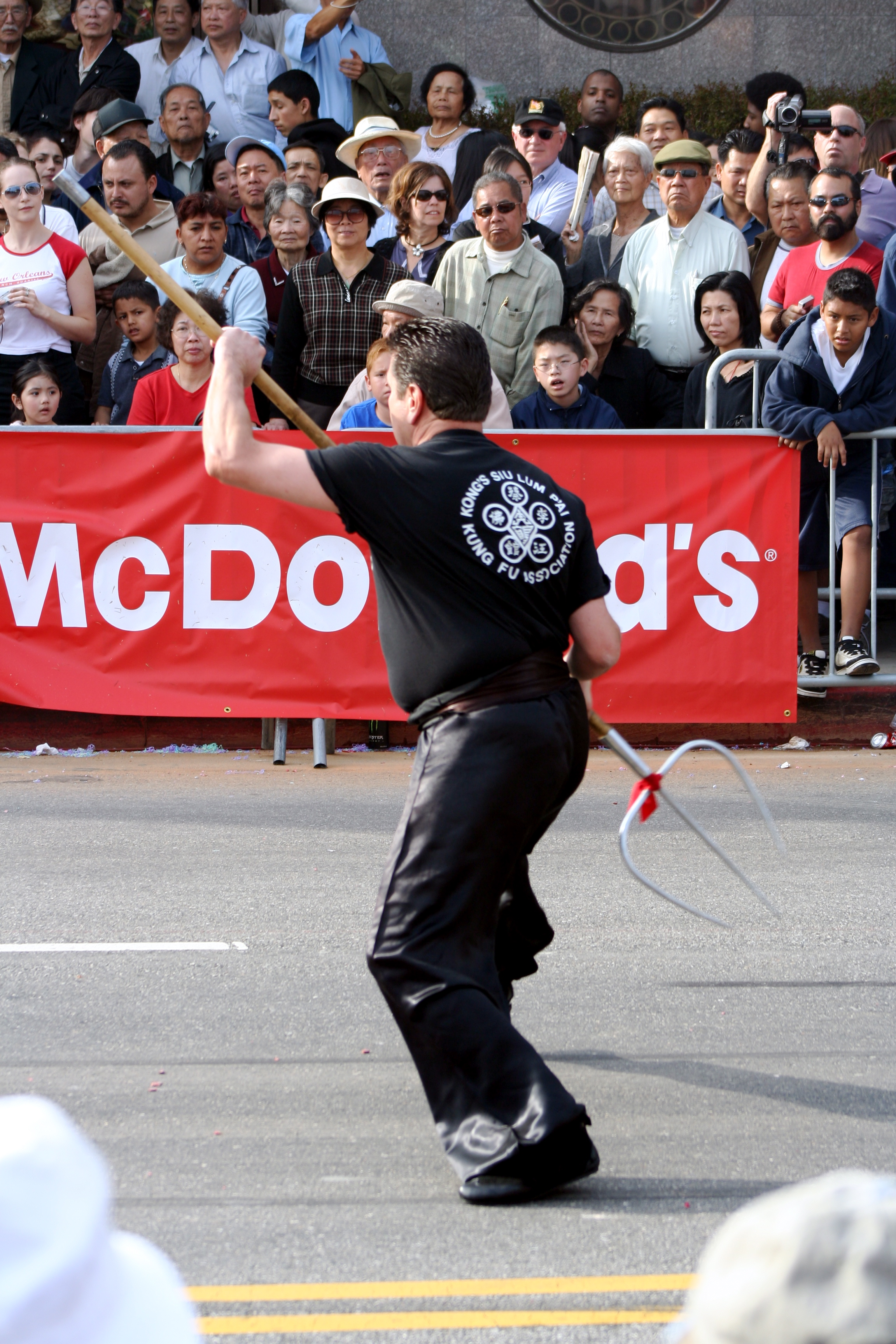
Chinesischer Dreizack als Kampfkunstwaffe
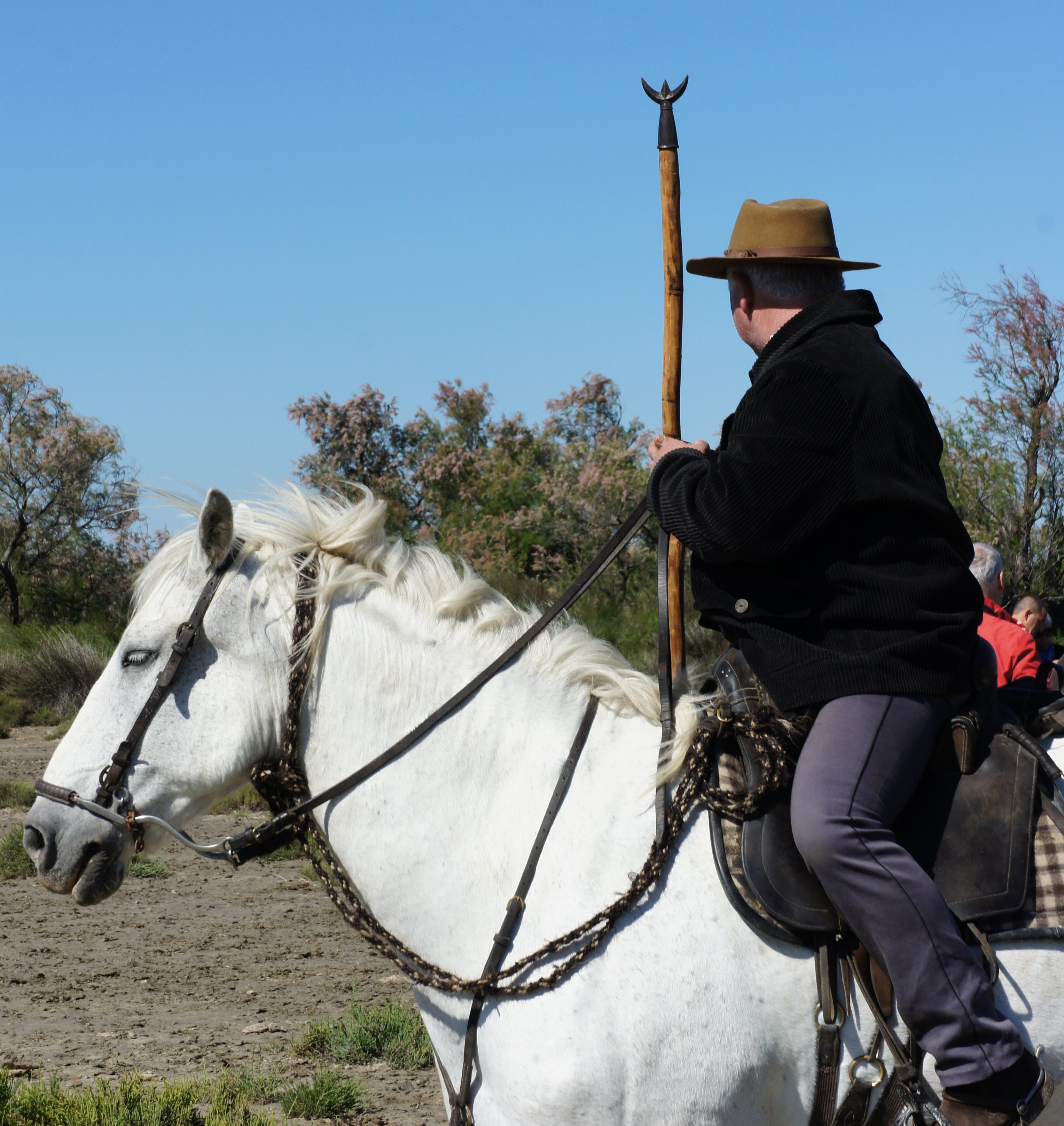
Gardian mit Dreizack in der Camargue
Logo des Sportwagen-Herstellers Maserati
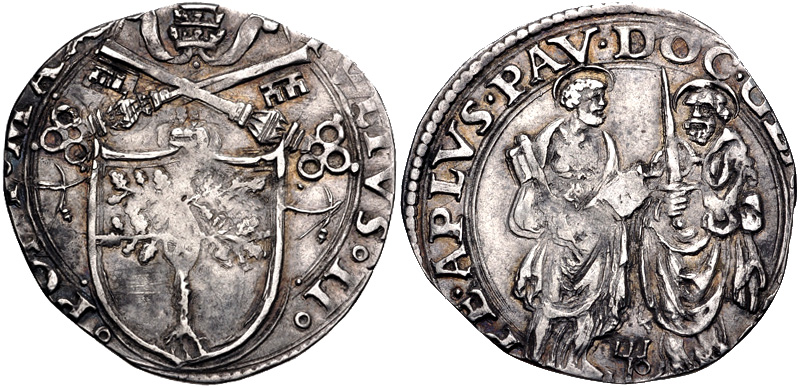
Giulio (beschnitten) mit Dreizack als Bankzeichen der Fugger